# Hangover (chanson de Psy)
Pour les articles homonymes, voir Hangover.
Singles de Psy
Gentleman
(2013) Father
(2015)
Singles par Snoop Dogg
Wiggle
(2014)
Hangover est une chanson du chanteur sud-coréen Psy, en collaboration avec le rappeur américain Snoop Dogg. Elle est sortie le 8 juin 2014, et son clip vidéo est devenu viral, atteignant 20 millions de vues sur YouTube en moins de deux jours.